# Comtat de Jackson (Oklahoma)
El Comtat de Jackson (en anglès: Jackson County) és un comtat localitzat al sud-oest de l'estat estatunidenc d'Oklahoma. Tenia una població de 26.446 habitants segons el cens dels Estats Units del 2010. La seu de comtat i la ciutat més poblada és Altus.

## Geografia
Segons l'Oficina del Cens dels Estats Units, el comtat tenia una àrea total de 2.082,4 quilòmetres quadrats, dels quals 2.079,8 quilòmetres quadrats són terra i 2,6 quilòmetres quadrats (0,18%) són aigua.

### Autovies principals
- U.S. Highway 62
- U.S. Highway 283
- State Highway 5
- State Highway 6
- State Highway 34

### Comtats adjacents
|  |  |  |
|  |  |  |
|  |  |  |

### Clima
Dades climàtiques per la ciutat d'Altus, on es localitza el 74,92% de la població del Comtat de Jackson segons el cens dels Estats Units del 2010.
| Paràmetres climàtics mitjans de Altus | Paràmetres climàtics mitjans de Altus | Paràmetres climàtics mitjans de Altus | Paràmetres climàtics mitjans de Altus | Paràmetres climàtics mitjans de Altus | Paràmetres climàtics mitjans de Altus | Paràmetres climàtics mitjans de Altus | Paràmetres climàtics mitjans de Altus | Paràmetres climàtics mitjans de Altus | Paràmetres climàtics mitjans de Altus | Paràmetres climàtics mitjans de Altus | Paràmetres climàtics mitjans de Altus | Paràmetres climàtics mitjans de Altus | Paràmetres climàtics mitjans de Altus |
| Mes                                   | Gen.                                  | Feb.                                  | Mar.                                  | Abr.                                  | Mai.                                  | Jun.                                  | Jul.                                  | Ago.                                  | Set.                                  | Oct.                                  | Nov.                                  | Des.                                  | Anual                                 |
| ------------------------------------- | ------------------------------------- | ------------------------------------- | ------------------------------------- | ------------------------------------- | ------------------------------------- | ------------------------------------- | ------------------------------------- | ------------------------------------- | ------------------------------------- | ------------------------------------- | ------------------------------------- | ------------------------------------- | ------------------------------------- |
| Temperatura màxima registrada °C (°F) | 28,9 (84)                             | 32,8 (91)                             | 38,9 (102)                            | 40,6 (105,1)                          | 41,7 (107,1)                          | 46,7 (116,1)                          | 43,9 (111)                            | 45 (113)                              | 41,1 (106)                            | 36,7 (98,1)                           | 33,3 (91,9)                           | 30,6 (87,1)                           | 46,7 (116,1)                          |
| Temperatura mínima registrada °C (°F) | −20,0 (−4)                            | −16,1 (3)                             | −13,3 (8,1)                           | −3,9 (25)                             | 3,3 (37,9)                            | 9,4 (48,9)                            | 14,4 (57,9)                           | 12,2 (54)                             | 1,7 (35,1)                            | −2,2 (28)                             | −10,0 (14)                            | −16,7 (1,9)                           | −20,0 (−4)                            |
| Temperatura diària màxima °C (°F)     | 9,4 (48,9)                            | 12,8 (55)                             | 17,8 (64)                             | 23,9 (75)                             | 27,8 (82)                             | 32,8 (91)                             | 35,6 (96,1)                           | 35,0 (95)                             | 30,0 (86)                             | 23,9 (75)                             | 16,7 (62,1)                           | 11,1 (52)                             | 23,3 (73,9)                           |
| Temperatura diària mínima °C (°F)     | −2,8 (27)                             | 0,0 (32)                              | 3,9 (39)                              | 10,0 (50)                             | 15,6 (60,1)                           | 20,0 (68)                             | 22,8 (73)                             | 22,2 (72)                             | 17,8 (64)                             | 11,1 (52)                             | 3,9 (39)                              | −0,6 (30,9)                           | 10,0 (50)                             |
| Precipitació total mm (polzades)      | 23,0 (0,9)                            | 23,0 (0,9)                            | 36,0 (1,4)                            | 51,0 (2)                              | 127,0 (5)                             | 79,0 (3,1)                            | 48,0 (1,9)                            | 53,0 (2,1)                            | 71,0 (2,8)                            | 69,0 (2,7)                            | 25,0 (1)                              | 25,0 (1)                              | 627,0 (24,7)                          |
| Font: Weatherbase.com                 |                                       |                                       |                                       |                                       |                                       |                                       |                                       |                                       |                                       |                                       |                                       |                                       |                                       |

## Història
Després d'una disputa sobre el Tractat d'Adams-Onís del 1819, els governs dels Estats Units i de l'estat de Texas van reclamar propietat seva una àrea d'un total d'uns 6.000 km² en el que llavors es coneixia com a Comtat de Greer (Texas). El litigi va continuar, i en el cas de United States v. State of Texas 162 U.S. 1 (1896), publicat el 16 de març, la Cort Suprema, que tenia juridicció original sobre el cas, va decidir en favor dels Estats Units. El comtat com a conseqüència va ser assignat al Territori d'Oklahoma el 4 de maig del 1896, i quan Oklahoma va esdevenir estat, a més de convertir-se en el Comtat de Jackson, la regió també a més en partia en els comtats de Harmon, Greer, i Beckham.

## Demografia

Piràmide de població del Comtat de Jackson (2000)

Segons el cens del 2000, hi havia 28.439 persones, 10.590 llars, i 7.667 famílies residint en el comtat. La densitat de població era d'unes 14 persones per quilòmetre quadrat. Hi havia 12.377 cases en una densitat d'unes 6 per quilòmetre quadrat. La composició racial del comtat era d'un 76,14% blancs, 8,03% negres o afroamericans, un 1,74% natius americans, un 1,16% asiàtics, un 0,17% illencs pacífics, un 9,34% d'altres races, i un 3,42% de dos o més races. Un 15,63% de la població eren hispànics o llatinoamericans de qualsevol raça.
Hi havia 10.590 llars de les quals un 38,10% tenien menors de 18 anys vivint-hi, un 57,80% eren parelles casades vivint juntes, un 10,70% tenien una dona com a cap de família sense cap marit, i un 27,60% no eren famílies. En un 24,20% de totes les llars sol hi vivia una persona i un 9,70% tenien algú vivint-hi major de 64 anys. De mitjana, la mida de la llar era de 2,61 persones i la mida de la família era de 3,11 persones.
Pel comtat la població s'estenia en un 29,20% menors de 18 anys, un 10,30% de 18 a 24 anys, un 29,00% de 25 a 44 anys, un 19,60% de 45 a 64 anys, i un 11,90% majors de 64 anys. L'edat mediana era de 33 anys. Per cada 100 dones hi havia 99,10 homes. Per cada 100 dones majors de 17 anys, hi havia 94,80 homes.
L'ingrés anual de mediana per a una llar en el comtat era de 30.737 $, i l'ingrés anual de mediana per a una família era de 38.265 $. Els homes tenien un ingrés anual de mediana de 28.240 $ mentre que les dones en tenien de 19,215 $ per les dones. La renda per capita del comtat era de 15.454 $. Un 13,60% de les famílies i un 16,20% de la població estaven per sota del llindar de la pobresa, incloent-hi dels quals un 20,70% menors de 18 anys i un 14,40% majors de 64 anys.

## Entitats de població

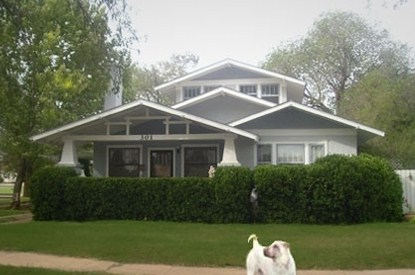
Casa històrica W.C. Baker House a Altus

| - Altus - Blair - East Duke - Eldorado - Elmer - Friendship - Headrick | - Hess - Humphreys - Martha - Olustee - Victory - Warren |